# Tempelfjorden

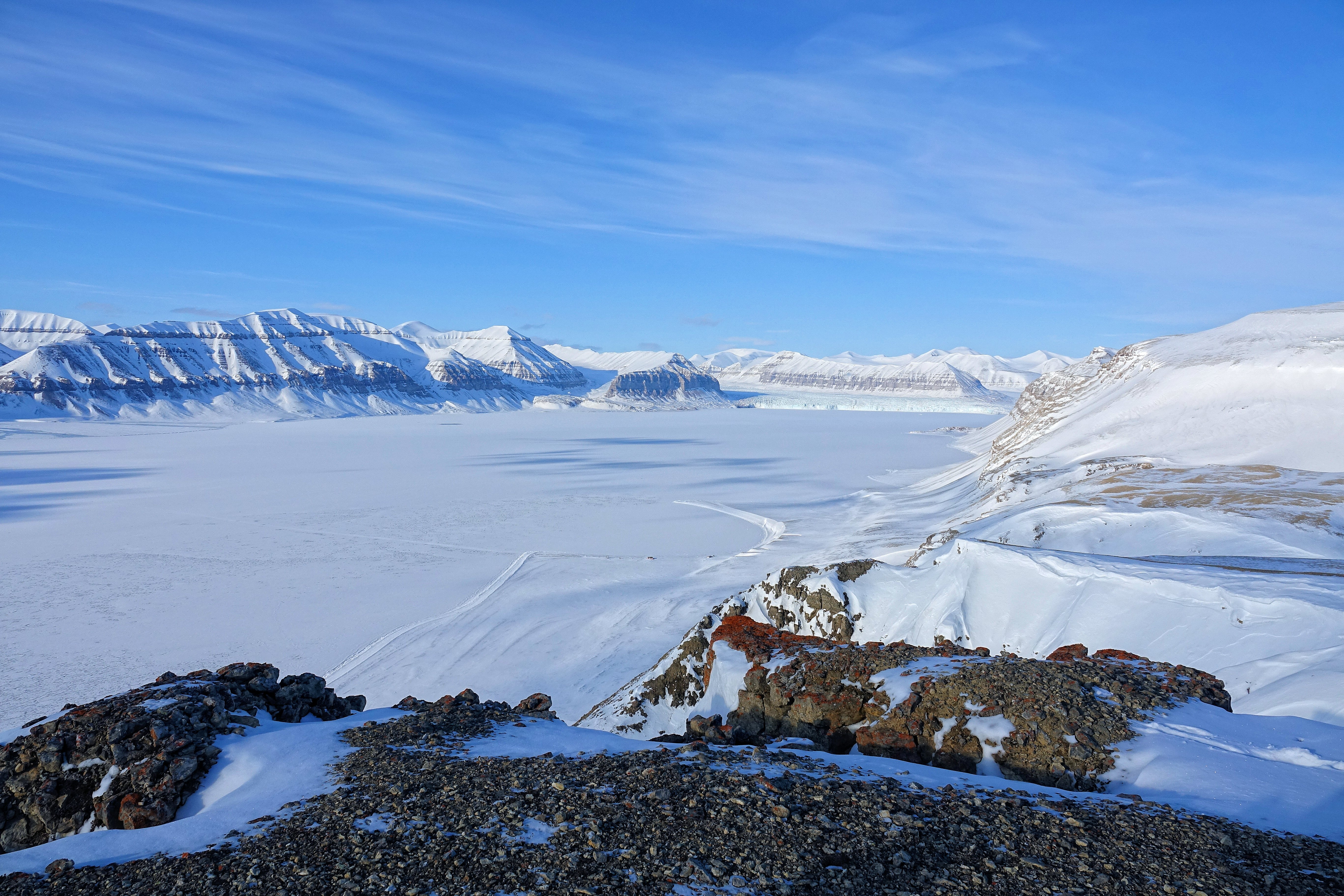
Zicht op het noordelijk deel van de fjord

Tempelfjorden is een fjord van het eiland Spitsbergen, dat deel uitmaakt van de Noorse eilandengroep Spitsbergen.

## Geografie
Het fjord is noordoost-zuidwest georiënteerd en heeft een lengte van ongeveer 17 kilometer. Ze mondt in het zuidwesten uit in het Sassenfjorden.
ten zuidoosten ligt het Sabine Land en ten noordwesten het Bünsowland.